# Synodontis membranacea
Synodontis membranacea är en fiskart som först beskrevs av Geoffroy Saint-Hilaire, 1809.  Synodontis membranacea ingår i släktet Synodontis och familjen Mochokidae. IUCN kategoriserar arten globalt som livskraftig. Inga underarter finns listade i Catalogue of Life.